# Alysicarpus timoriensis
Alysicarpus timoriensis är en ärtväxtart som beskrevs av Johan Baptist Spanoghe. Alysicarpus timoriensis ingår i släktet Alysicarpus och familjen ärtväxter. Inga underarter finns listade i Catalogue of Life.